# Suď mě něžně
Suď mě něžně (v anglickém originále Judge Me Tender) je 23. díl 21. řady (celkem 464.) amerického animovaného seriálu Simpsonovi. Scénář napsali Allen Glazier  Dan Greaney a díl režíroval Steven Dean Moore. V USA měl premiéru dne 23. května 2010 na stanici Fox Broadcasting Company a v Česku byl poprvé vysílán 3. února 2011 na stanici Prima Cool.

## Děj
Homer a Bart se se Spasitelem účastní soutěže o nejošklivějšího psa ve Springfieldu. Na soutěži se Vočko cítí opomíjený, protože ho nikdo nechce pustit sednout vedle sebe, a tak sedí na zemi. Všimne si, že porotce – Šáša Krusty – kvůli nedostatku nadšení nad svou prací nedokáže pobavit publikum, a posmívá se mu a uráží ho, že nedokáže být vtipný, přestože je klaun. Rozzlobený Krusty odchází a nabízí svou práci Vočkovi, který k velké radosti davu naléhá, aby Krustyho nahradil, s čímž Vočko souhlasí, protože má konečně kde sedět. Během soutěže Vočko pronese urážlivé, ale nepochybně vtipné poznámky o všech ošklivých psech. Jako vítěze vybere psa Simpsonových, protože Simpsonovi zamaskovali hýždě svého psa, jako by to byl jeho obličej, a nechají Spasitele rozčileného nad svým vzhledem, dokud ho později Líza  neuklidní. Poté se Vočko stává porotcem většiny springfieldských soutěží a je mu nabídnuta práce jednoho z porotců v soutěži American Idol, protože několik jiných pořadů s možností takové práce bylo náhle zrušeno. 
Vočko odlétá do Los Angeles a stává se chráněncem Simona Cowella, který mu pak vysvětlí všechny podrobnosti jeho práce, ale před jeho prvním vystoupením Cowell ukáže několik klipů s lidmi (včetně pana Burnse), kteří považují Vočkovy soudy za velmi urážlivé a rozzlobili se na něj (přičemž i obvykle nevinný a dobromyslný Ralph mluví o Vočkovi tak drze, že většina jeho slov musí být cenzurována). Cowell ho varuje, aby se „nestal zlým soudcem, jako jsem se stal já“, protože on sám nemá mnoho přátel. Vočko se snaží být pozitivnější, ale když se Cowell vysměje jeho hodnocení jednoho soutěžícího, uvědomí si, že ho Cowell podvedl. Rozzlobený Vočko vyhrožuje Cowellovi v přímém přenosu smrtí, ale je zadržen ochrankou a vykázán z budovy. 
Mezitím se Homer cítí znuděný poté, co Vočko zavřel svůj bar, aby mohl hodnotit soutěže, a rozhodne se trávit čas s Marge. Jakmile se jeho přítomnost v domě stane příliš otravnou, rozhodne se mu Marge pomoci najít nový bar, ale když se to kvůli protivným zákazníkům nepodaří, děda Marge poradí, aby Homera poslala na golf, kde se příliš rozptýlí na to, aby ji ještě někdy obtěžoval. Než hra začne, potká Marge staršího muže, jenž jí řekne, že se stal na golfu závislým a svou rodinu už téměř neviděl. Marge si pak uvědomí, že zašla příliš daleko, a zabrání Homerovi ve hře. Nakonec při znovuotevření své hospody Vočko vysvětluje, že byl postaven před soud a za trest za své sociopatické chování má nejen zákaz pobytu v Kalifornii, ale také nesmí už nikdy nikde v zemi nic soudit. Naštěstí pro Vočka má však také zakázáno sledovat televizní stanici Fox, což uznává jako požehnání v přestrojení, protože to vede ke zvýšení počtu zákazníků v jeho baru, včetně Ruperta Murdocha, který ho požádá, aby pustil pořad Noční show Jaye Lenoe.

## Produkce
Díl napsali Allen Glazier a Dan Greaney a režíroval jej Steven Dean Moore. V epizodě hostují Simon Cowell, Randy Jackson, Ellen DeGeneresová, Kara DioGuardiová a Ryan Seacrest; Cowell poprvé v Simpsonových hostoval v roce 2004 v dílu Chytrý a chytřejší. Rupert Murdoch si v epizodě také zahrál sám sebe – je to jeho druhé hostování, poprvé se objevil v roce 1999 v dílu Sportovní neděle.

## Kulturní odkazy
Anglický název dílu vychází z názvu písně Elvise Presleyho „Love Me Tender“. Gag na tabuli odkazuje na skutečnost, že epizoda byla vysílána proti finále série seriálu Ztraceni. Úvodní gaučový gag je parodií na anglickou loutkovou show Punch and Judy. V závěru epizody Jay Leno vtipkuje o úniku ropy z Deepwater Horizon v pořadu Noční show Jaye Lenoe.

## Přijetí

### Hodnocení a sledovanost
V původním americkém vysílání díl vidělo asi 5,73 milionu amerických domácností s ratingem 2,5, čímž se stal druhým nejsledovanějším pořadem v rámci bloku Animation Domination po Griffinových. To představuje 14% pokles oproti předchozímu dílu. Seriál se také umístil na prvním místě ve svém čase u dospívajících diváků.
V Kanadě díl sledovalo 1,13 milionu diváků, což z něj učinilo 27. nejsledovanější pořad týdne.

### Kritika
Robert Canning z IGN udělil dílu známku 6,5 s tím, že je „ucházející“, a kritizoval skutečnost, že zatímco mnoho jiných epizod si bere vtipné vtípky na účet Los Angeles a společnosti Fox Broadcasting Company, ty v této epizodě zapadly. Canning také uvedl, že všechny spoty hostů byly příliš „dřevěné a nevtipné“, i když poznamenal, že se mu líbily úvodní výstupy.
Sharon Knolleové z TV Squad se líbily hlavní a céčková zápletka, ale řekla, že vedlejší zápletka byla příliš neoriginální a že vtip s Tigerem Woodsem byl jediný vydařený. Kritizovala také závěr: „Škoda, že epizoda skončila trapným vtipem na účet Jaye Lena. Ne že by si to nezasloužil, ale vsadím se, že animovaný Rupert Murdoch byl jediný, kdo se smál.“.
Emily VanDerWerffová z The A.V. Clubu dala epizodě hodnocení D a řekla, že sledování epizody ve stejný večer jako finále Ztracených a dílu Fly od Breaking Bad, které pochválila jako „hluboce ambiciózní“ televizní pořady, „mi jen potvrdilo, jak je tento seriál unavený a jak málo se už snaží“.
Server TV Fanatic udělil epizodě známku 3,0 z 5 a uvedl: „Seriál rozhodně splnil svou úlohu a rozesmál nás, ale do finále skvělé řady jsme vkládali opravdu velké naděje.“.